# 김연경 (가수)
김연경(1996년 ~ )은 대한민국의 가수다. 2020년 싱글 앨범 [Who I Am]으로 데뷔했다.

## 방송
- PRODUCE 101 (2016) - 발표순위 58위

## 피처링
- 고스락 K <So High> (2021)
- AMOS <Don't Give Up> (2022)